# Fort de Pontisse
Le fort de Pontisse, situé à Herstal, est un des 12 forts composant la position fortifiée de Liège à la fin du XIXe siècle en Belgique.
Il a été construit entre 1888 et 1891 selon les plans du Général Brialmont, en béton non renforcé, nouveau matériau pour l'époque, plutôt qu'en maçonnerie. Les forts de la Meuse sont d'ailleurs les premiers édifices en béton de Belgique, et les premiers édifices militaires en béton d'Europe. Le fort est lourdement bombardé lors de la Première Guerre mondiale durant la bataille de Liège ainsi qu'au début de la Seconde Guerre mondiale. Il a été préservé et est devenu un refuge pour chauves-souris et peut être visité en été.

## Description
Le fort est situé à Herstal, à environ 7 kilomètres au nord-est du centre de Liège, il domine la vallée de la Meuse et le canal Albert en aval de Liège.
Le fort est de forme trapézoïdale irrégulière, contrastant avec la majorité des forts construits par Brialmont. Un fossé de 6 mètres de profondeur et de 8 mètres de large entoure le fort. L'armement principal est concentré dans le massif central. Les fossés étaient défendus en enfilade par des fusils à tir rapide de 57 mm disposés dans les coffres de contrescarpe.
Le fort est un des plus larges forts liégeois.
Mis à part le fort de Loncin, les forts belges possédaient peu de provisions pour subvenir à l'intendance quotidienne d'une garnison en temps de guerre. De plus les latrines, douches, cuisine, morgue se trouvaient dans la contrescarpe, une position intenable au combat. Cela aura d'importantes conséquences sur la capacité des forts à soutenir un assaut prolongé. La zone de service était placée directement en face des baraquements, qui s'ouvraient sur le fossé à l'arrière du fort (en direction de Liège), avec une protection moindre que les 2 fossés latéraux. L'arrière des forts Brialmont était plus légèrement défendu pour faciliter une recapture par les forces armées belges. On trouvait aussi sur ce côté les baraquements et les communs, le fossé arrière permettant l'éclairage naturel et la ventilation. Au combat, les tirs d'artillerie rendaient le fossé intenable et les Allemands ayant pu passer entre les forts pouvaient les attaquer par l'arrière. Particularité de Pontisse, ce fort construit sur un massif de schiste ne disposait pas d'un puits d'eau. Autre particularité, c'est le seul fort à ne pas disposer de morgue.
Les forts conçus par Brialmont étaient prévus pour supporter un bombardement de canons de 21cm, calibre le plus puissant à l'époque de sa conception. Le sommet du massif central était formé de 4 mètres de béton non armé alors que les parois, jugées moins exposées de 1,5 mètre de béton.

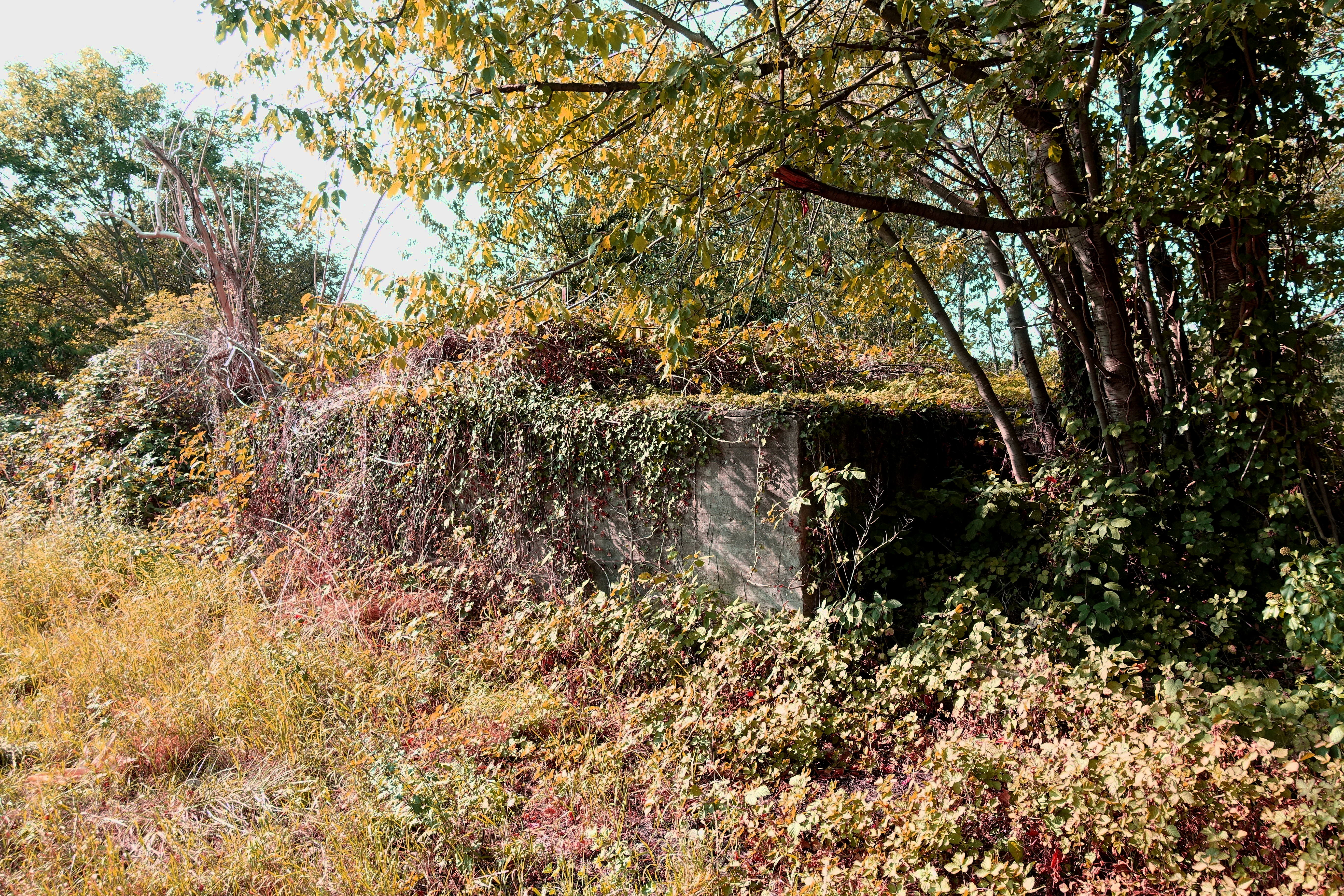
Prise d’air du Fort de Pontisse

En 1940, les canons sont remplacés par des fusils mitrailleurs. L'armement du fort se composait, en 1914, de 2 coupoles de 12 cm, deux coupoles de 210, une coupole de 150 et d'un phare éclipsable. Les 4 saillants disposaient aussi chacun d'une coupole de 5.7 à tir rapide, ces coupoles étaient les seules éclipsables avec celle du phare. En 1940, l'armement ne se compose plus que d'une coupole de 105 mm, et de 4 coupoles de 75 MM et d'une coupole Mi-Lg (mitrailleuses lance-grenades). La coupole phare quant à elle est remplacée par une cloche spéciale développée par la F.R.C. (Fonderie Royale des Canons).

## Armement
À l'origine, l'armement du fort de Pontisse incluait pour les cibles à distance deux tourelles Grüsonwerke avec un obusier Krupp de 21 cm, une tourelle Creusot avec 2 canons de 15 cm et deux tourelles Châtillon-Commentry comportant 2 canons Krupp 12 mm. Pour la défense rapprochée, il possédait 4 tourelles Grüsonwerke éclipsables avec un canon de 57 mm. Il y avait aussi sur le fort une tourelle d'observation équipée d'un projecteur. 8 canons de 57 mm à tir rapide équipaient les casemates protégeant les fossés et la poterne
L'artillerie lourde du fort était composée de canons allemands de marque Krupp alors que les tourelles provenaient de diverses origines. La communication entre les forts voisins de Barchon et de Liers pouvait se faire au moyen de signaux lumineux. Les canons utilisaient de la poudre noire ce qui produisait des gaz asphyxiant se propageant dans les espaces confinés du fort.

## Première Guerre mondiale

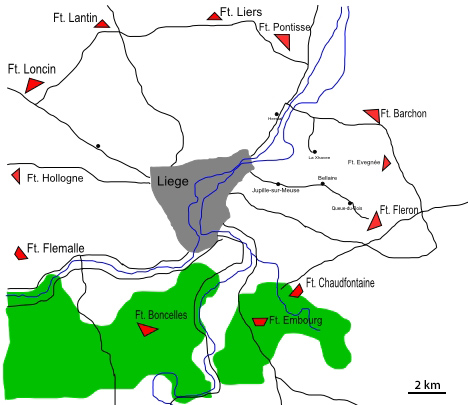
Les forts de Liège

Liège fut attaquée le 6 août 1914. Les forts de Liège opposant une résistance inattendue aux Allemands, ceux-ci amenèrent une artillerie lourde de siège avec une puissance de feu supérieure à ce à quoi les forts pouvaient résister. Pontisse fut le premier fort à subir les bombardements de canons de 42cm ("Grosse Bertha"),. Il résista jusqu'au 13 août 1914. Surnommé par les allemands "Le fort du diable" tant sa capture fut difficile, il se rendit à midi, incapable de résister plus longtemps.
Durant l'occupation, les Allemands améliorent le fort en 1916 et notamment le système de ventilation, les sanitaires et font usage du béton armé. Le fort fut réoccupé par l'armée belge après l'armistice de 1918.

## Position fortifiée de Liège
L'armement du fort de Pontisse fut amélioré dans les années 1930 dans le cadre de la création de la position fortifiée de Liège II qui était prévue pour dissuader une éventuelle incursion allemande à partir de la frontière belge. Les canons de 57mm furent remplacés par des mitrailleuses. En tant que fort le plus septentrional de la position, il avait pour tâche le support du fort d'Eben-Emael. Un bunker de flanquement fut construit pour surveiller le ravin Laveau et servir de sortie de secours et de source de ventilation contrairement aux autres forts de Liège qui utilisaient une tour d'aérationLe creusement du quadrilatère du nouveau fort sous l'ancien de 1888 est le plus profond des forts de la Meuse réarmés à 22 mètres sous terre.

## Seconde Guerre mondiale
En 1940, la garnison du fort comprenait 223 hommes. Le commandant du fort est alors le capitaine-commandant Fernand Pire.
À la suite de la prise du fort d'Eben-Emael situé à l'est par les Allemands le 11 mai, Pontisse fournira un feu de soutien aux unités belges de campagne et aux forts voisins dans les jours suivants. Le fort se rendit à son tour le 18 mai à 13h45 après l'attaque aérienne qui détruisit la tourelle de 105mm et endommagea les tourelles de 75mm. Le fort avait également épuisé toutes ses munitions.

## Actuellement
Pontisse fut utilisé comme dépôt de munitions après la guerre par l'armée puis par la fabrique nationale. Il fut dépouillé de ses équipements métalliques par un ferrailleur dans les années 1950. Le fort fut abandonné en 1993. Il est actuellement un refuge pour les chiroptères durant les mois d'hiver. Il peut être visité en été sur rendez-vous.